# Dartmoor

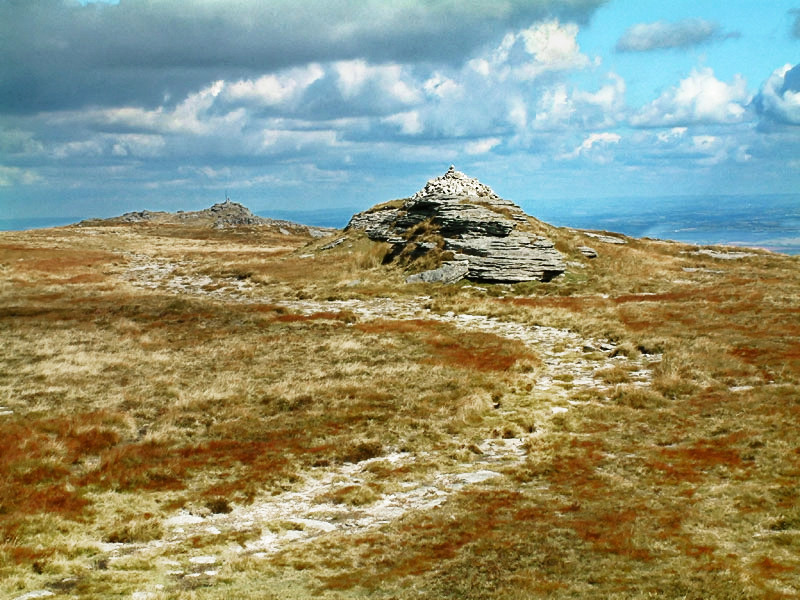
High Willhays, o ponto mais alto de Dartmoor e da Inglaterra meridional, a 621 m acima do nível do mar, avistando-se o Yes Tor além.

Dartmoor é uma região de charneca no centro do condado inglês de Devon. Protegido pelo status de Parque Nacional, cobre uma área de 953 km².
Os planaltos graníticos datam do período Carbonífero da história geológica. O pantanal é pontilhado de cumes expostos de colinas graníticas (conhecidos como tors), e que fornecem abrigo para a vida selvagem de Dartmoor. O mais alto ponto da região é o High Willhays, 621 m acima do nível do mar, seguido por Yes Tor, com 619 metros, sendo apenas dois metros menor que o primeiro. Toda a região é rica em antigüidades.
Dartmoor é administrado pela National Park Authority, cujos 26 membros são escolhidos dentre os integrantes do Conselho do Condado de Devon, Conselho Distrital local e do governo do Reino Unido.
Partes de Dartmoor têm sido usadas como campo de tiro militar por mais de 200 anos. O público em geral possui amplo acesso às partes restantes e o local é uma destinação turística popular. O Parque foi mostrado no programa de TV Seven Natural Wonders como a principal maravilha da natureza no sudoeste da Inglaterra.
Dartmoor também serviu como cenário para uma das mais famosas histórias de Sherlock Holmes, O Cão dos Baskervilles.
As suas terras são percorridas por uma raça de póneis, muito idêntica ao garrano português, que se lhe dá o mesmo nome de dartmoor.